# Іван Шукер
Іван Шукер (хорв. Ivan Šuker; 12 листопада 1957, Лівно — 5 вересня 2023) — хорватський економіст і політик.

## Життєпис
Він народився на території Боснії і Герцеговини. У 1983 році він закінчив економічний факультет Загребського університету. Він працював у міській адміністрації міста Велика Гориця головним бухгалтером, а потім головним фінансовим директором. У 90-і роки очолював місцеву податкову адміністрацію.
Належить до Хорватської демократичної співдружності, серед іншого, був її віце-головою. Він був членом виконавчої влади в адміністрації місцевого самоврядування. У 2000 році вперше обраний до Сабору, переобирався на наступних парламентських виборах у 2003, 2007 і 2011.
23 грудня 2003 він був призначений міністром фінансів у першому уряді Іво Санадера, перепризначений 12 січня 2008. 6 липня 2009 залишався міністром у щойно обраному уряді на чолі з Ядранкою Косор, додатково ставши заступником прем'єр-міністра. Повернувся до роботи у парламент 29 грудня 2010.
Він був також президентом Федерації баскетболу Хорватії. Одружений, має сина і дочку. Двоюрідний брат футболіста Давора Шукера.